# 杵屋佐喜
杵屋 佐喜（きねや さき）は、江戸時代から続く長唄の名跡。
当代は唄方として2002年に3代目を襲名。。

## 3代目
1983年、東京都生まれ。玉川学園小学部、玉川学園中学部・高等部を経て玉川大学文学部芸術学科 声楽専攻を卒業。1989年、6歳のとき国立劇場で初舞台。
幼少より人間国宝であった杵屋佐登代に長唄、祖父・五代目杵屋佐吉に三味線を師事。
七代目杵屋佐吉の次男。2002年に杵屋佐喜を襲名。2002年よりプロの唄方として国内外の演奏会、歌舞伎や日本舞踊の公演をはじめ、NHKテレビやラジオなどにも数多く出演している。
第11回アジアクラシック音楽コンサートにて新人賞を受賞。
2014年日本コロムビアより和風ビートルズメドレーをリリース。
2017年にはピコ太郎のPPAPの国立劇場バージョン『PNSP』に出演している。
2020年カレーライスの唄をリリース。
2023年コロッケの唄をリリース。

## 親族
父方の祖父は五代目杵屋佐吉。伯父は六代目杵屋佐吉。
母方の祖父は七人の侍、野良犬、雪国などで知られる、昭和を代表する映画俳優の木村功。祖母はエッセイストの木村梢で、回想「功、大好き」などのベストセラーで知られる。
大叔母クニエダヤスエはライフデザイナーで著名。その父（曾祖父）は作家の邦枝完二。